# Маслодавильня Дзит Ан
Маслодавильня Дзит Ан (арм. Ձիթ հան) находится в Татевском монастыре и датируется XVII в. Она расположена на месте более ранней, построенной в XIII столетии за крепостными стенами средневековой обители.
Всё, что требовалось для полноценной жизни монашеской братии и студентов Татевского университета (XIV в.), производилось в стенах обители. В монастырских сёлах содержались стада, разводили в прудах рыбу, плодоносили фруктовые сады, созревали на полях пшеница и ячмень. Крестьяне собирали урожай, пасли скот, ухаживали за фруктовыми деревьями. Монастырский оброк привозили в обитель и уже там пекли хлеб, изготовляли пергамент, давили вино и масло. В одном из двух залов маслодавильни сохранился массивный жёрнов, с помощью которого отжималось масло. В те времена его получали из кунжута, конопли, горчицы, репейника, мака, клещевины и льна. Семена или сами растения сначала подвергали тепловой обработке на медленном огне, затем подогретую массу дробили жёрновом и помещали под гнёт. Полученная жижа отстаивалась, потом фильтровалась, и на выходе получалось великолепное растительное масло. Оно использовалось в хозяйстве и при обороне обители, излишек продавался или обменивался. Масло также являлось составной частью миро. А чтобы шум работающей маслодавильни не нарушал покоя монастырской братии, Дзит Ан располагался вне стен обители.

Маслодавильня Дзит Ан стала первым объектом монастыря Татев, отреставрированным в рамках проекта «Возрождение Татева».

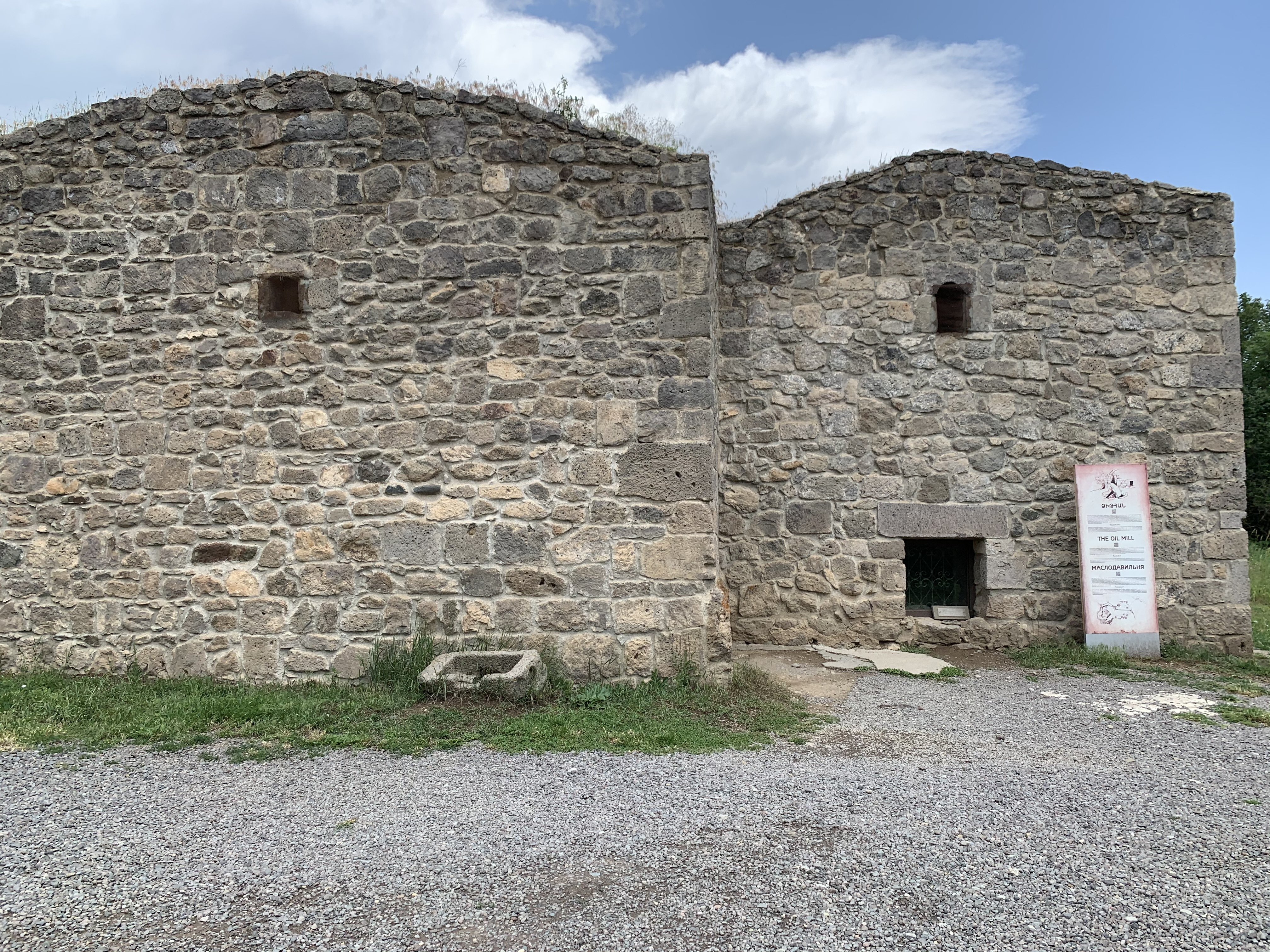
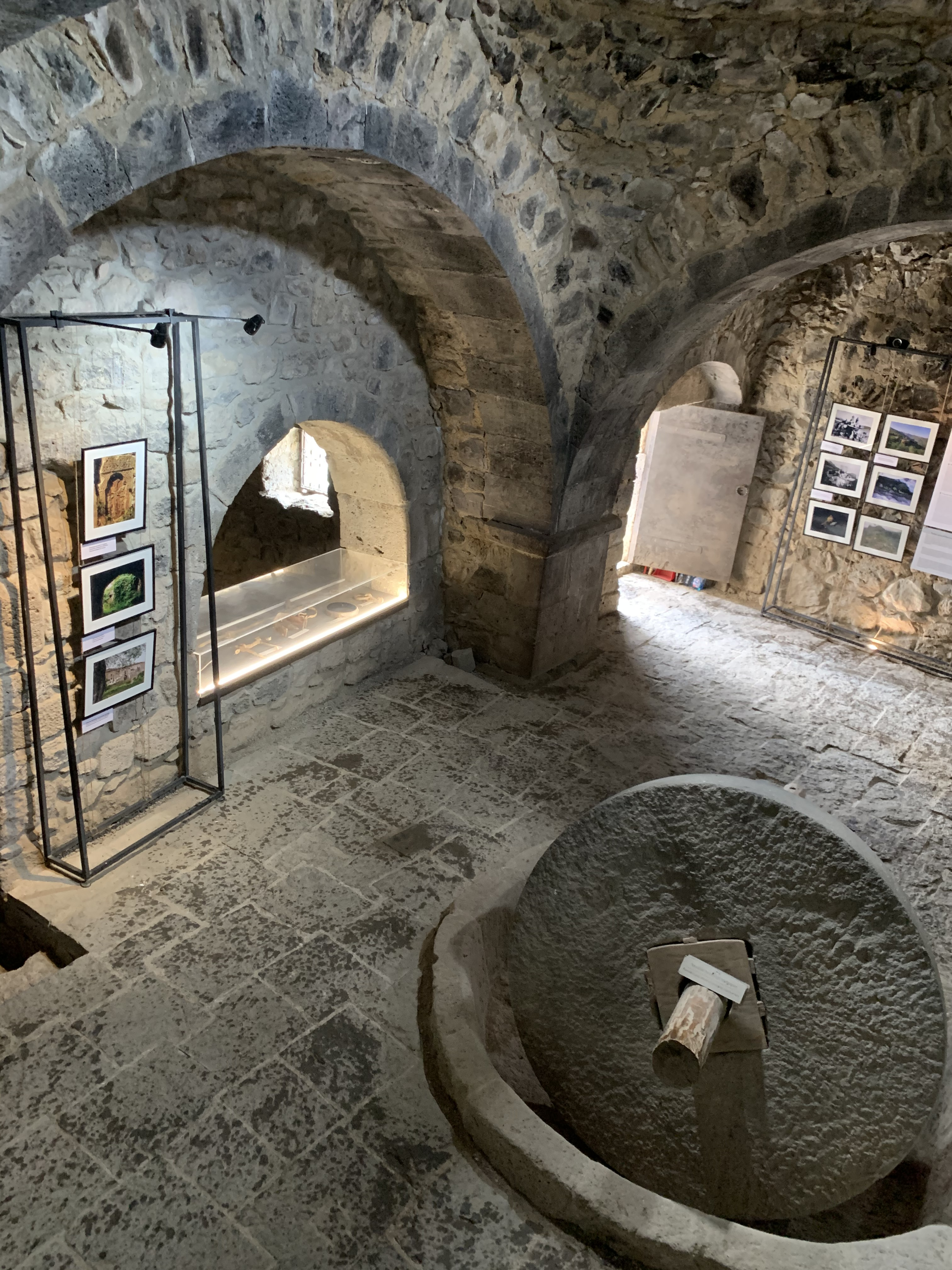
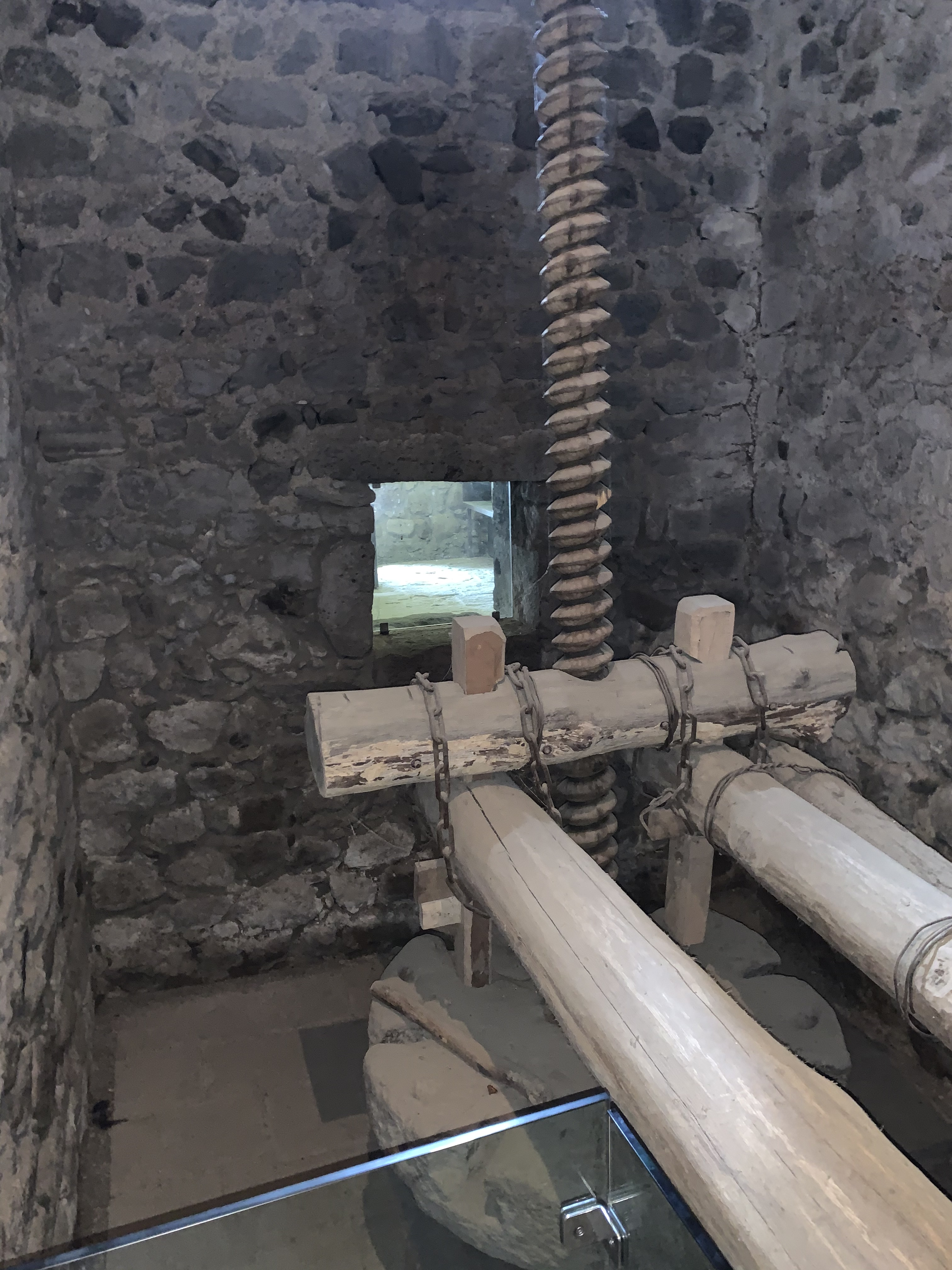
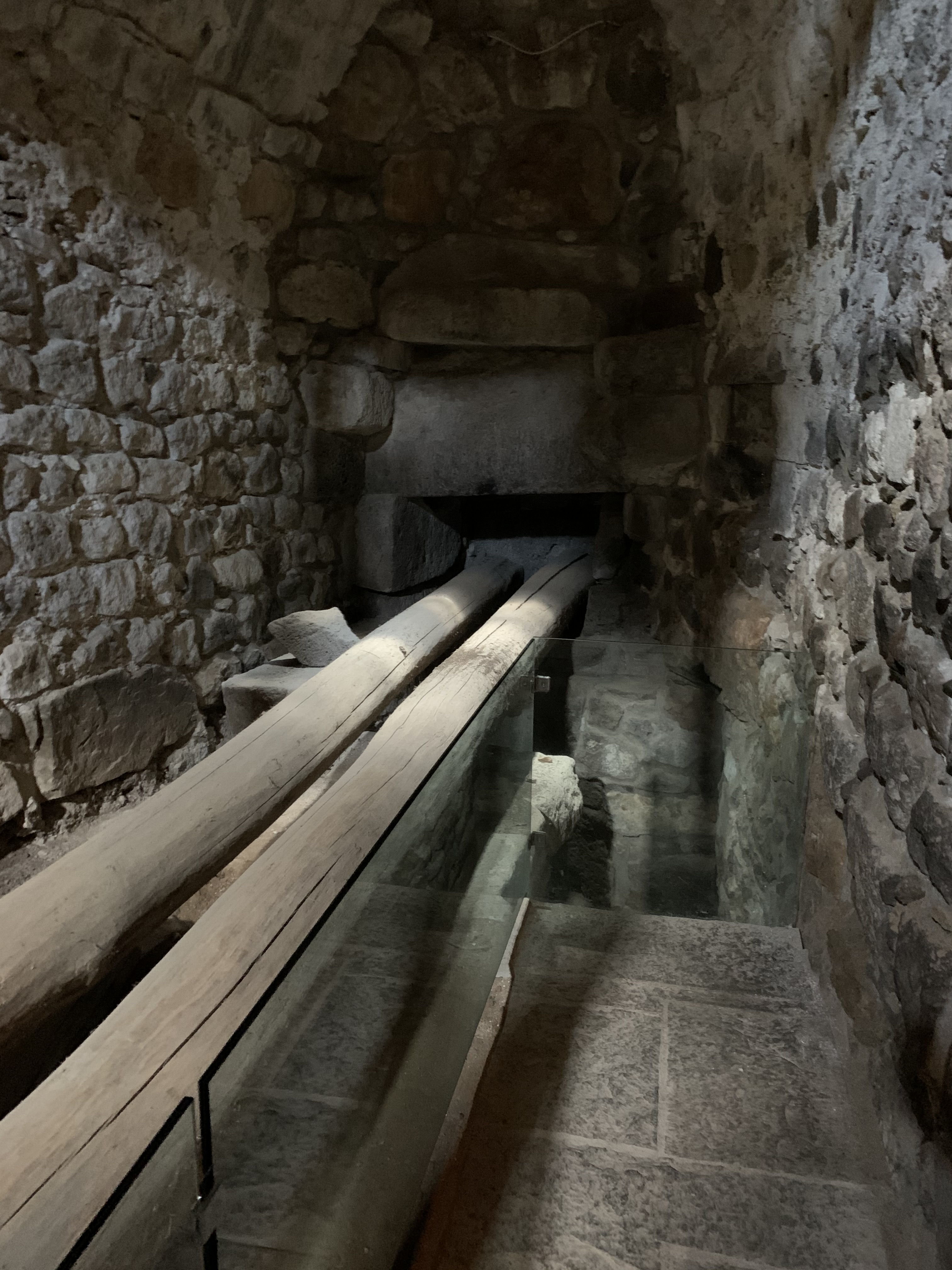
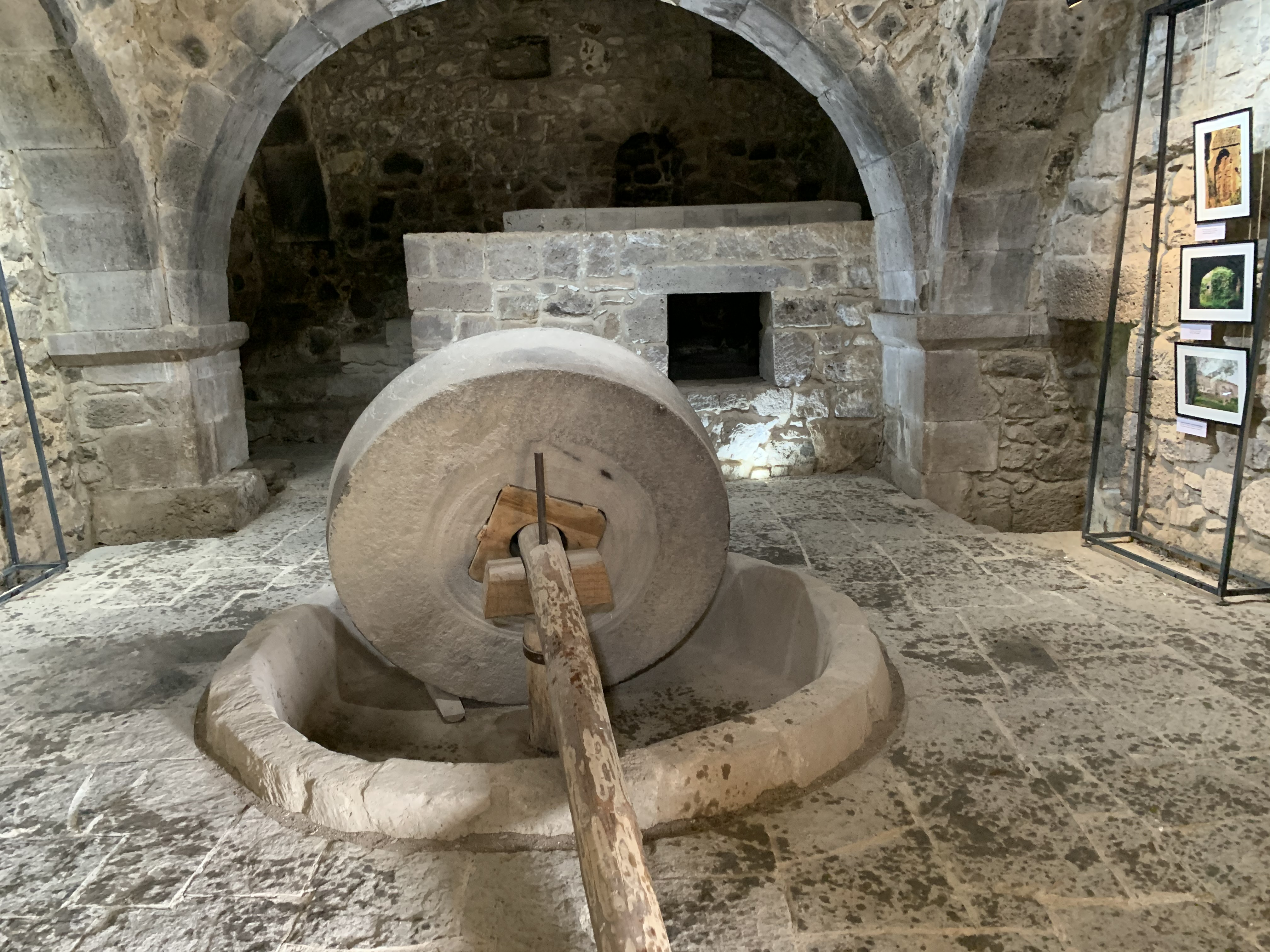
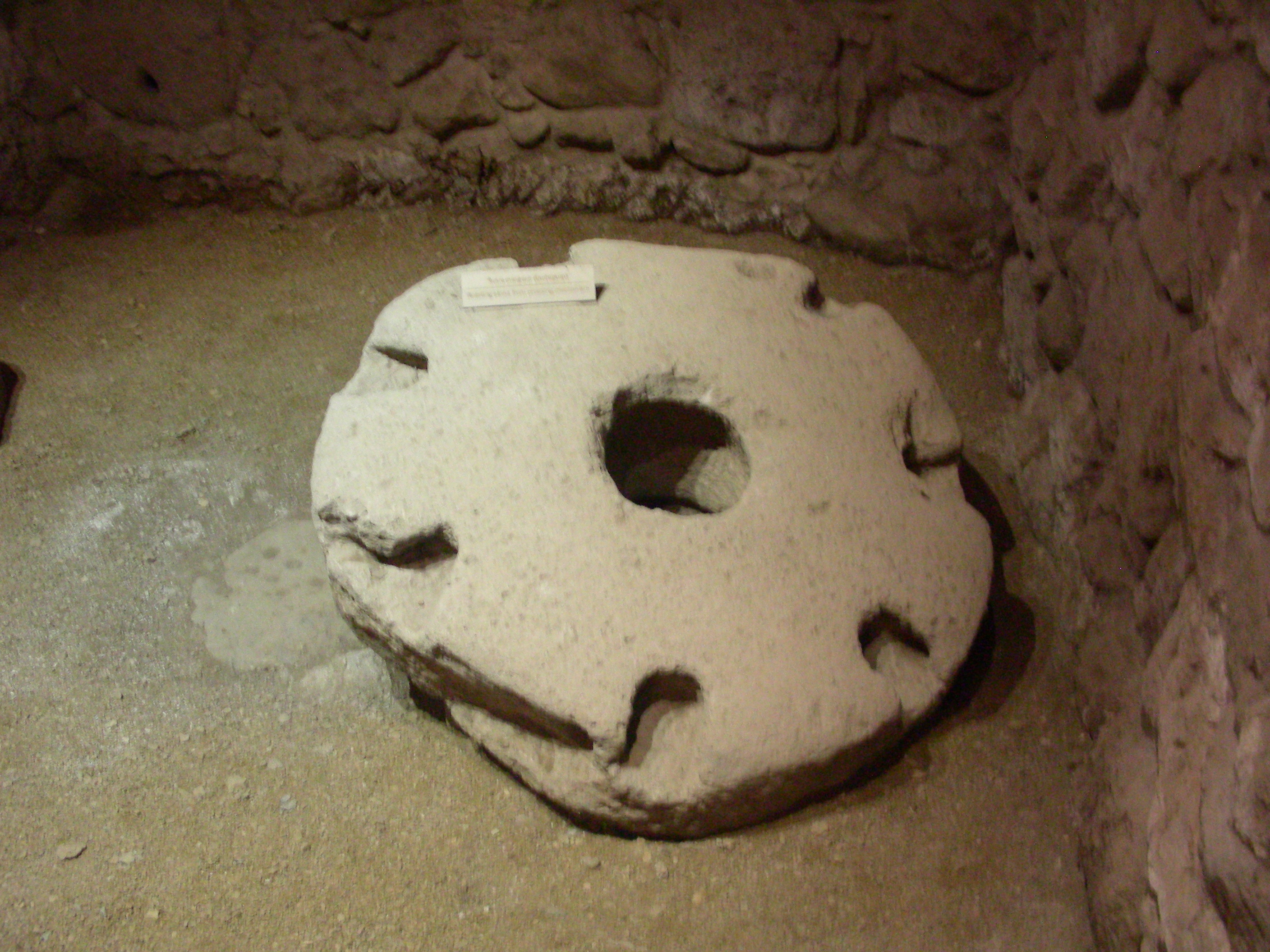